# Selected Works: 1972–1999
Selected Works: 1972–1999 je box set ameriške glasbene skupine Eagles, ki je izšel 14. novembra 2000. Set je sestavljen iz štirih zgoščenk, prej neizdanih posnetkov v živo in knjižice. Set zaokrožuje vse njihovo delo od njihovega debitantskega albuma Eagles do Milieniumskega koncerta iz leta 1999.

## Seznam skladb
| Disk 1: The Early Days | Disk 1: The Early Days           | Disk 1: The Early Days                                | Disk 1: The Early Days     | Disk 1: The Early Days |
| Št.                    | Naslov                           | Pisec                                                 | Originalni album           | Dolžina                |
| ---------------------- | -------------------------------- | ----------------------------------------------------- | -------------------------- | ---------------------- |
| 1.                     | „Take It Easy‟                   | Jackson Browne, Glenn Frey                            | Eagles (1972)              | 3:31                   |
| 2.                     | „Hollywood Waltz‟                | Bernie Leadon, Glenn Frey, Don Henley, Tom Leadon     | One of These Nights (1975) | 4:01                   |
| 3.                     | „Already Gone‟                   | Jack Tempchin, Robb Strandlund                        | On the Border (1974)       | 4:15                   |
| 4.                     | „Doolin-Dalton‟                  | Jackson Browne, Glenn Frey, Don Henley, J.D. Souther  | Desperado (1973)           | 3:26                   |
| 5.                     | „Midnight Flyer‟                 | Paul Craft                                            | On the Border              | 3:58                   |
| 6.                     | „Tequila Sunrise‟                | Don Henley, Glenn Frey                                | Desperado                  | 2:52                   |
| 7.                     | „Witchy Woman‟                   | Don Henley, Bernie Leadon                             | Eagles                     | 4:11                   |
| 8.                     | „Train Leaves Here This Morning‟ | Gene Clark, Bernie Leadon                             | Eagles                     | 4:07                   |
| 9.                     | „Outlaw Man‟                     | David Blue                                            | Desperado                  | 3:29                   |
| 10.                    | „Peaceful Easy Feeling‟          | Jack Tempchin                                         | Eagles                     | 4:16                   |
| 11.                    | „James Dean‟                     | Jackson Browne, Glenn Frey, J. D. Souther, Don Henley | On the Border              | 3:36                   |
| 12.                    | „Saturday Night‟                 | Glenn Frey, Don Henley, Bernie Leadon, Randy Meisner  | Desperado                  | 3:19                   |
| 13.                    | „On the Border‟                  | Don Henley, Bernie Leadon, Glenn Frey                 | On the Border              | 4:28                   |

| Disk 2: The Ballads | Disk 2: The Ballads         | Disk 2: The Ballads                              | Disk 2: The Ballads      | Disk 2: The Ballads |
| Št.                 | Naslov                      | Pisec                                            | Originalni album         | Dolžina             |
| ------------------- | --------------------------- | ------------------------------------------------ | ------------------------ | ------------------- |
| 1.                  | „Wasted Time (Reprise)‟     | Don Henley, Glenn Frey, Jim Ed Norman            | Hotel California (1976)  | 1:21                |
| 2.                  | „Wasted Time‟               | Don Henley, Glenn Frey                           | Hotel California         | 4:55                |
| 3.                  | „I Can't Tell You Why‟      | Timothy B. Schmit, Don Henley, Glenn Frey        | The Long Run (1979)      | 4:53                |
| 4.                  | „Lyin' Eyes‟                | Don Henley, Glenn Frey                           | One of These Nights      | 6:21                |
| 5.                  | „Pretty Maids All in a Row‟ | Joe Walsh, Joe Vitale                            | Hotel California         | 3:58                |
| 6.                  | „Desperado‟                 | Don Henley, Glenn Frey                           | Desperado                | 3:33                |
| 7.                  | „Try and Love Again‟        | Randy Meisner                                    | Hotel California         | 5:10                |
| 8.                  | „The Best of My Love‟       | Don Henley, Glenn Frey, J. D. Souther            | On the Border            | 4:34                |
| 9.                  | „New Kid in Town‟           | J. D. Souther, Don Henley, Glenn Frey            | 5:03                     |                     |
| 10.                 | „Love Will Keep Us Alive‟   | Pete Vale, Jim Capaldi, Paul Carrack             | Hell Freezes Over (1994) | 4:02                |
| 11.                 | „The Sad Café‟              | Don Henley, Glenn Frey, Joe Walsh, J. D. Souther | The Long Run             | 5:33                |
| 12.                 | „Take It to the Limit‟      | Randy Meisner, Don Henley, Glenn Frey            | One of These Nights      | 4:47                |
| 13.                 | „After the Thrill Is Gone‟  | Don Henley, Glenn Frey                           | One of These Nights      | 4:49                |

| Disk 3: The Fast Lane | Disk 3: The Fast Lane         | Disk 3: The Fast Lane                                            | Disk 3: The Fast Lane                  | Disk 3: The Fast Lane |
| Št.                   | Naslov                        | Pisec                                                            | Originalni album                       | Dolžina               |
| --------------------- | ----------------------------- | ---------------------------------------------------------------- | -------------------------------------- | --------------------- |
| 1.                    | „One of These Nights (Intro)‟ | Don Henley, Glenn Frey                                           | One of These Nights                    | 1:59                  |
| 2.                    | „One of These Nights‟         | Don Henley, Glenn Frey                                           | One of These Nights                    | 4:49                  |
| 3.                    | „Disco Strangler‟             | Don Felder, Glenn Frey, Don Henley                               | The Long Run                           | 2:45                  |
| 4.                    | „Heartache Tonight‟           | Don Henley, Glenn Frey, Bob Seger, J. D. Souther                 | The Long Run                           | 4:25                  |
| 5.                    | „Hotel California‟            | Don Felder, Don Henley, Glenn Frey                               | Hotel California                       | 6:29                  |
| 6.                    | „Born to Boogie‟              | Hank Williams, Jr.                                               | odlomek iz snemanj albuma The Long Run | 2:16                  |
| 7.                    | „In the City‟                 | Joe Walsh, Barry De Vorzon                                       | The Long Run                           | 3:44                  |
| 8.                    | „Get Over It‟                 | Don Henley, Glenn Frey                                           | Hell Freezes Over                      | 3:29                  |
| 9.                    | „King of Hollywood‟           | Glenn Frey, Don Henley                                           | The Long Run                           | 6:25                  |
| 10.                   | „Too Many Hands‟              | Don Felder, Randy Meisner                                        | One of These Nights                    | 4:40                  |
| 11.                   | „Life in the Fast Lane‟       | Joe Walsh, Don Henley, Glenn Frey                                | Hotel California                       | 4:44                  |
| 12.                   | „The Long Run‟                | Don Henley, Glenn Frey                                           | The Long Run                           | 3:41                  |
| 13.                   | „Long Run Leftovers‟          | Joe Walsh, Don Henley, Glenn Frey, Don Felder, Timothy B. Schmit | prej neizdana (2000)                   | 3:02                  |
| 14.                   | „The Last Resort‟             | Don Henley, Glenn Frey                                           | Hotel California                       | 7:29                  |
| 15.                   | „Random Victims, Part 3‟      | Joe Walsh, Don Henley, Glenn Frey, Don Felder, Tymothy B. Schmit | prej neizdana                          | 9:42                  |

| Disk 4: The Millennium Concert (A Night to Remember) | Disk 4: The Millennium Concert (A Night to Remember) | Disk 4: The Millennium Concert (A Night to Remember) | Disk 4: The Millennium Concert (A Night to Remember) | Disk 4: The Millennium Concert (A Night to Remember) |
| Št.                                                  | Naslov                                               | Pisec                                                | {{{extra_column}}}                                   | Dolžina                                              |
| ---------------------------------------------------- | ---------------------------------------------------- | ---------------------------------------------------- | ---------------------------------------------------- | ---------------------------------------------------- |
| 1.                                                   | „Hotel California‟                                   | Don Felder, Glenn Frey, Don Henley                   |                                                      | 6:57                                                 |
| 2.                                                   | „Victim of Love‟                                     | Don Felder, Glenn Frey, Don Henley, J. D. Souther    |                                                      | 5:01                                                 |
| 3.                                                   | „Peaceful Easy Feeling‟                              | Jack Tempchin                                        |                                                      | 5:23                                                 |
| 4.                                                   | „Please Come Home for Christmas‟                     | Charles Brown, Gene Redd                             | 3:02                                                 |                                                      |
| 5.                                                   | „Ol' '55‟                                            | Tom Waits                                            |                                                      | 5:20                                                 |
| 6.                                                   | „Take it to the Limit‟                               | Glenn Frey, Don Henley, Randy Meisner                |                                                      | 4:02                                                 |
| 7.                                                   | „Those Shoes‟                                        | Don Felder, Glenn Frey, Don Henley                   |                                                      | 6:12                                                 |
| 8.                                                   | „Funky New Year‟                                     | Glenn Frey, Don Henley                               |                                                      | 3:45                                                 |
| 9.                                                   | „Dirty Laundry‟                                      | Don Henley, Danny Kortchmar                          |                                                      | 5:54                                                 |
| 10.                                                  | „Funk #49‟                                           | Jim Fox, Dale Peters, Joe Walsh                      |                                                      | 3:47                                                 |
| 11.                                                  | „All She Wants to Do Is Dance‟                       | Danny Kortchmar                                      |                                                      | 5:20                                                 |
| 12.                                                  | „The Best of My Love‟                                | Glenn Frey, Don Henley, J. D. Souther                |                                                      | 5:06                                                 |

## Zasedba
Eagles
- Glenn Frey – kitare, klavir, klaviature, tolkala, vokali
- Don Henley – bobni, tolkala, kitare, vokali
- Randy Meisner – bas kitara, guitarron, vokali
- Bernie Leadon – kitare, banjo, mandolina, pedal steel kitara, vokali
- Don Felder – kitare, klaviature, sintetizatorji, vokali
- Joe Walsh – kitare, klaviature, orgle, sintetizator, vokali
- Timothy B. Schmit – bas kitara, vokali